# Натальин, Михаил Иванович
Михаил Иванович Натальин (30 октября [12 ноября] 1911, Оренбургская область — 30 сентября 1976, Орск, Оренбургская область) — бригадир комплексной бригады плотников треста «Южуралтяжстрой» Оренбургского совнархоза. Герой Социалистического Труда (1958). Заслуженный строитель РСФСР.

## Биография
Родился в 1911 году в селе Заглядовка Бугульминского уезда Самарской губернии.
Окончил два класса начальной школы. Дальше учиться не пришлось, с шести лет помогал отцу в хозяйстве.
Самостоятельную трудовую деятельность начал с шестнадцати лет на строительстве «Уралмаша» в городе Свердловске. Затем пять лет работал в городе Горьком (ныне — Нижний Новгород, строил мосты через Волгу, Оку. Здесь овладел профессиями плотника, бетонщика, монтажника, стекольщика.
В 1935 году приехал в город Орск. Был принят в трест «Южуралтяжстрой» плотником, затем стал бригадиром. С 1941 года влился в коллектив, который занимался строительством цехов комбината «Южуралникель». В дальнейшем работал почти 35 лет работал на строительстве предприятий, жилых и общественных задний города Орска. Принимал участие в строительстве Гайского горно-обогатительного комбината
Бригада, которую возглавлял Натальин, была инициатором многих начинаний. Она одной из первых в Орске включилась в движение за коммунистическое отношение к труду, её коллектив выполнял задания на 140—160 процентов. Первым в тресте Натальин выступил с инициативой сдавать объекты с первого предъявления. Михаил Иванович дал путевку в жизнь более чем 300 молодым рабочим. Несколько раз он переходил в отстающие бригады и выводил их в передовые.
Указом Президиума Верховного Совета СССР от 9 августа 1958 года за выдающиеся успехи, достигнутые в строительстве и промышленности строительных материалов Натальину Михаилу Ивановичу присвоено звание Героя Социалистического Труда с вручением ордена Ленина и золотой медали «Серп и Молот».
Избирался депутатом Верховного Совета РСФСР, принимал активное участие в жизни городских общественных организаций.
Будучи уже на пенсии, ветеран труда до конца всей жизни встречался с молодежью, передавал ей свой опыт.
Жил в городе Орске. Скончался в 1976 году.

## Награды
Награждён орденами Ленина, Трудового Красного Знамени и медалями.
Присвоено звание «Заслуженный строитель РСФСР».